# تناریس
تناریس (به انگلیسی: Tenaris) شرکت چندملیتی تولید و عرضه‌کننده لوله‌های فولادی و ارائه‌کننده محصولات و خدمات به صنایع نفت و گاز، انرژی و صنعت خودروسازی می‌باشد.
دفتر مرکزی این شرکت در لوکزامبورگ سیتی، لوکزامبورگ قرار گرفته است. شرکت تناریس، یکی از بزرگترین تامین‌کنندگان لوله‌های فولادی است، که در ساخت خطوط لوله انتقال گاز مورد استفاده قرار می‌گیرد.
کارخانجات این شرکت، در کشورهای آرژانتین، برزیل، کانادا، چین، کلمبیا، ایتالیا، ژاپن، مکزیک، رومانی، ایالات متحده آمریکا و ونزوئلا مستقر می‌باشند.